# Myotis austroriparius
Myotis austroriparius е вид бозайник от семейство Гладконоси прилепи (Vespertilionidae).

## Разпространение
Видът е разпространен в САЩ.